# Carmona (planta)
Carmona es un género de plantas de la familia Boraginaceae. Su nombre común es "arbusto escorpión".
Entre los entusiastas de los bonsáis, la C.microphylla se refiere con frecuencia como "árbol del té de Fukien". Tiene capacidad de desarrollar un tronco grueso. Las flores blancas se convierten en fruta verde, roja o negra redonda y minúscula. Las hojas son lobuladas y de color verde oscuro brillante y mantienen su pequeño tamaño.
Algunos autores lo consideran un sinónimo del género Ehretia P. Browne

## Especies seleccionadas
- Carmona heterophylla
- Carmona lycioides
- Carmona microphylla
- Carmona retusa
- Carmona viminea